# Janirella erostrata
Janirella erostrata är en kräftdjursart som beskrevs av Yakov Avadievich Birstein1963. Janirella erostrata ingår i släktet Janirella och familjen Janirellidae. Inga underarter finns listade i Catalogue of Life.